# Crusade for Immortality
Crusade for Immortality – trzecie demo grupy blackmetalowej Abused Majesty. Tym razem nagrano je w Studnia Records, w okresie lipca i października 2006 roku. 

## Lista utworów
1. "Prologue - The Majesty of the Sacred Mountain"
2. "Soul of the Beast"
3. "Immortality Crusade Part 2"
4. "Viperion Ardant"
5. "The Night of the Triumphator (cover Satyricon)"

## Twórcy
- Hal - gitara basowa, wokal
- Icanraz - perkusja
- Rob-D - gitara
- Vac-V - instrumenty klawiszowe